# Remiremont
Remiremont är en kommun i departementet Vosges i regionen Grand Est (tidigare regionen Lorraine) i nordöstra Frankrike. Kommunen ligger i kantonen Remiremont som tillhör arrondissementet Épinal. År 2022 hade Remiremont 7 500 invånare.

## Befolkningsutveckling
Antalet invånare i kommunen Remiremont
| Referens: INSEE |